# رايزنغ إم 50
تم تصنيع مسدس الرشاش رايزنغ 45. من قبل شركة هارينغتون وريتشاردسون (H&R) للأسلحة في ورسستر، ماساتشوستس، الولايات المتحدة الأمريكية، وقد قام Eugene Reising بتصميمها وبراءة اختراعها في عام 1940. كانت الإصدارات الثلاثة للسلاح هي النموذج 50 ، والأصل القابل للطي موديل 55 ، والبندقية شبه الآلية النموذجية 60. تم طلب أكثر من 100,000 Reisings خلال الحرب العالمية الثانية، وتم استخدامها في البداية من قبل البحرية الأمريكية، سلاح البحرية، وخفر السواحل في الولايات المتحدة، على الرغم من أن بعضها تم شحنه إلى القوات الكندية والسوفيتية وغيرها من القوات المتحالفة لمحاربة قوى المحور.

## التاريخ

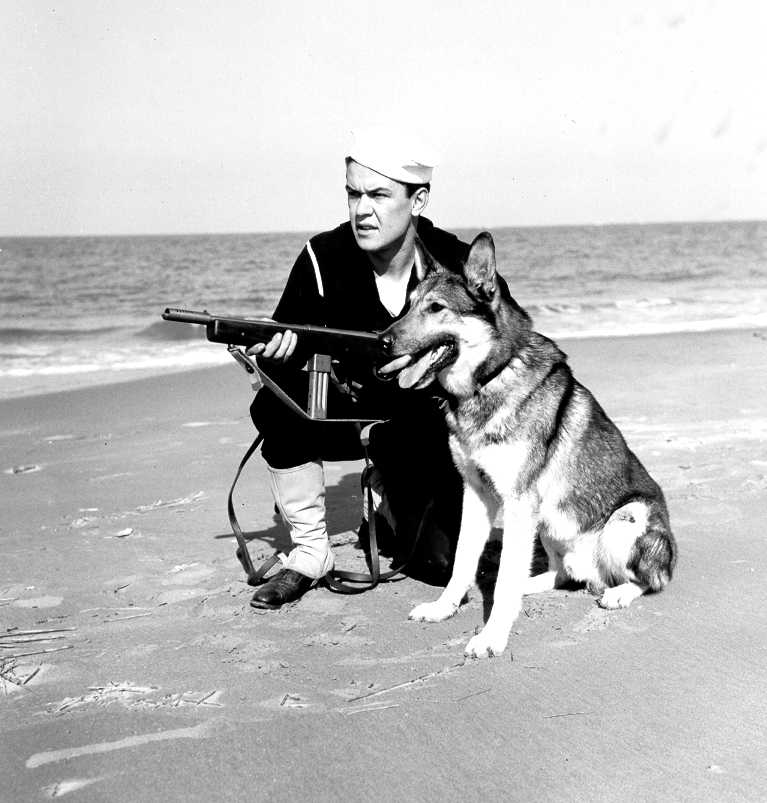
بحار خفر السواحل الأمريكي في دورية على الشاطئ مع كلب عامل ونموذج رايزنج 50 مع مجلة 12 جولة.

كان رايزنغ سلاحا رشاشا مبتكرًا نسبة لوقته، وبالمقارنة مع منافسه الرئيسي، السلاح الرشاش الشهير الطومسون موديل 1928، كان يمتلك قوة نيران متألقة، دقة أفضل، توازن ممتاز، وزن خفيف، بالإضافة إلى تكلفة أقل بكثير وسهولة أكبر في التصنيع. لكن الأداء القتالي الضعيف للرايزنغ يتناقض مع القتال الإيجابي واستخدام القانون من طومسون، وغرق السلاحان في جدل للأبد
كان رايزنغ مساعدًا لمخترع الأسلحة النارية جون إم. براوننج. في هذا الدور، ساهم رايزينج في التصميم النهائي لمسدس كولت M1911 الأمريكي، المسدس الذي زلزلة شهرته التاريخ. ثم قام رايس بتصميم عدد من البنادق والمسدسات من تلقاء نفسه، عندما حول اهتمامه في عام 1938 إلى تصميم مدفع رشاش مع تزايد تهديدات الحرب بسرعة في أوروبا. 
بعد ذلك بعامين قدم تصميمه الكامل إلى شركة (H&R)هارينغتون وريتشاردسن للأسلحة في ورسيستر، ماساتشوستس. تم قبول التصميم، وفي مارس 1941، بدأت H&R في تصنيع مسدس الرشاش النموذجي الكامل 50. بعد أشهر، بدأ الإنتاج في النموذج 55 (مطابقًا للطراز 50 بخلاف وجود خيط من الأسلاك القابلة للطي، ولا معوض، وبرميل أقصر نصف بوصة)؛ والنموذج 60 بندقية شبه آلية مخزنة بالكامل تشبه أيضًا النموذج 50، ولكن لديها برميل أطول 7.75 بوصة بدون زعانف تبريد أو معوض. 
روجت H&R المدافع الرشاشة لاستخدام الشرطة والجيش، ونموذج 60 لحراس الأمن. بعد الهجوم الياباني على بيرل هاربور في ديسمبر 1941، كانت الولايات المتحدة فجأة في حاجة ماسة إلى آلاف الأسلحة الآلية الحديثة. كان المنافس الوحيد لـ Reising هو مسدس الرشاش الطومسون. 
اختبر الجيش الأمريكي لأول مرة الرايزن في نوفمبر 1941 في فورت بينينج، جورجيا، ووجد أن عدة أجزاء فشلت بسبب سوء البناء. بمجرد تصحيح تم إجراء اختبار ثان في عام 1942 في أبردين بروفينج جراوند بولاية ماريلاند. في هذا الاختبار تم إطلاق 3500 طلقة مما أدى إلى عطلين: أحدهما من الذخيرة، والآخر من عطل في البراغي. نتيجة لذلك، لم يتبنى الجيش ظهور، لكن البحرية والبحرية فعلوا ذلك، واجهوا نقصًا في إمدادات طومسون 

## التصميم
كان أقل تكلفة بكثير، حيث كلف 62 دولارًا مقابل 200 دولار لطومسون. كان أخف بكثير (سبعة مقابل أحد عشر رطلاً). وكان النموذج 55 أكثر إحكاما (حوالي اثنين وعشرون مقابل ثلاثة وثلاثين بوصة في الطول). 
تكلفة Reising أقل من Thompson لأن مكوناته المعدنية كانت في الغالب ختمًا بدلاً من الأجزاء المجهزة. هذا سمح لها أيضًا أن تكون أخف، كما فعلت آلية إطلاقها. مثل عام 1928A1 طومسون، تأخر مبدأ التشغيل الخاص به، ولكن نظام قفل Blishs في Thompson كان أقل فعالية ميكانيكيًا، وبالتالي، مثل سلاح ضربة ارتجاعية بسيطة، كان Thompson يعتمد على كتلة الترباس العالية أو بشكل أكثر تحديدًا الجمود التربوي لتوفير انخفاض مقبول. معدل إطلاق النار. وهذا يعني، أن الترباس الأخف، كما هو مستخدم في الموديلات السابقة من طومسون، كان سيتبادل أسرع وينتج سرعة إطلاق كبيرة جدًا. وهذا بدوره يعني أن طومسون لا يمكن تفتيحه بشكل جذري دون تدهور في قدرته على التحكم، حيث أن البندقية الثقيلة كانت ضرورية في إطلاق النار التلقائي، لمواجهة واستقرار التأثيرات على التحكم والدقة من مساميرها الثقيلة تتحرك ذهابًا وإيابًا. إن بروز رايزينج أخف بكثير بسبب آلية رد الفعل المتأخر كونه المحدد الرئيسي لمعدل إطلاق النار التلقائي؛ وبالتالي يمكن أن يكون المسدس كله خفيفًا في المقابل دون الانتقاص من الدقة والقدرة على التحكم.

## المتغيرات

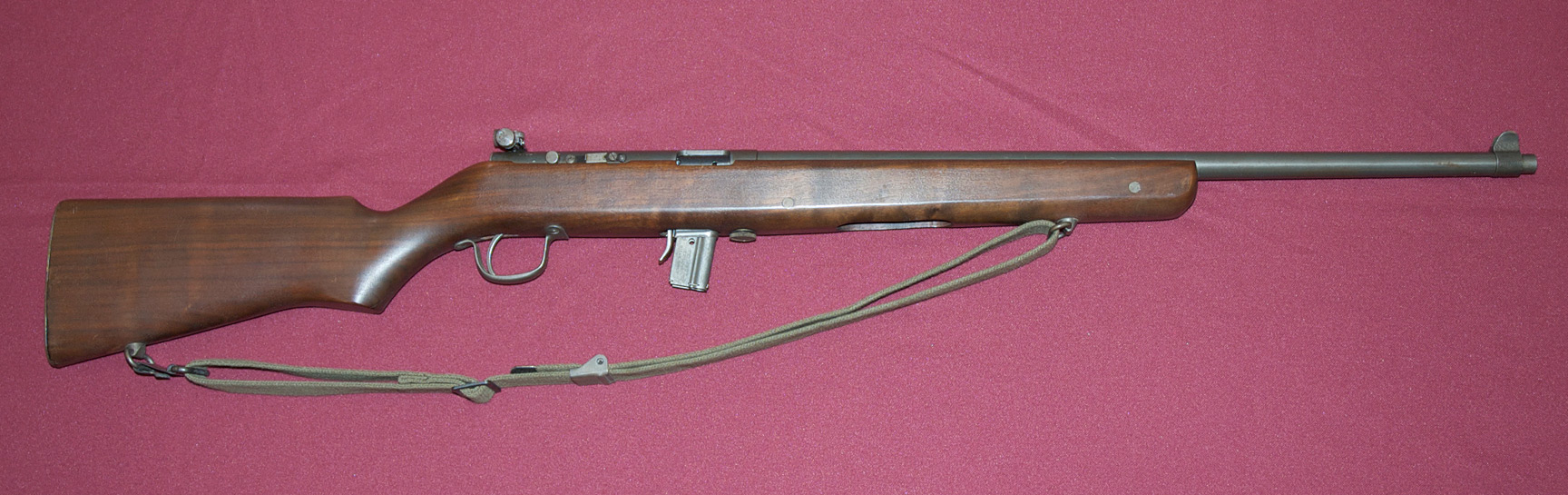
Reising نموذج تدريب البندقية 65

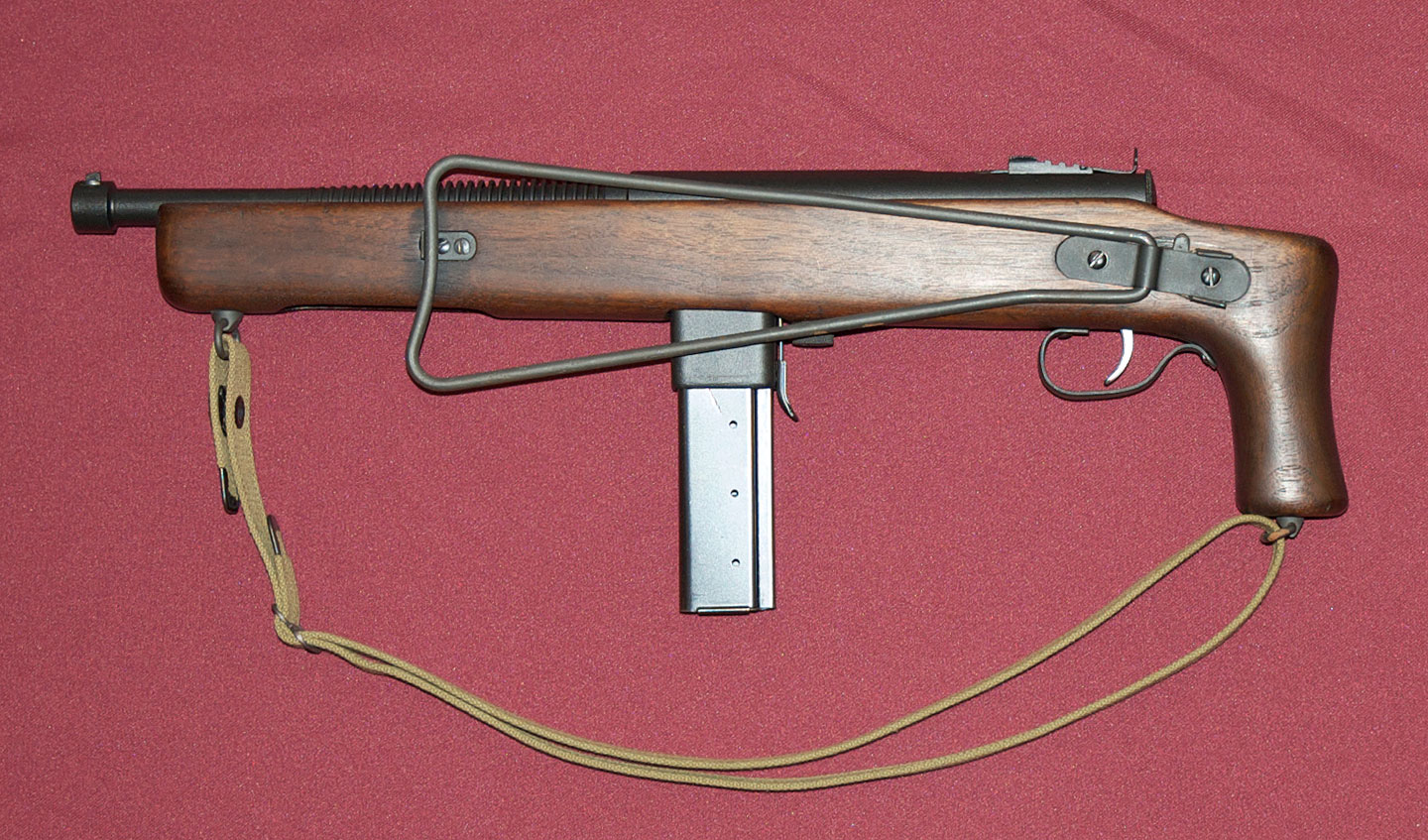
رفع نموذج 55 مع طي السلك

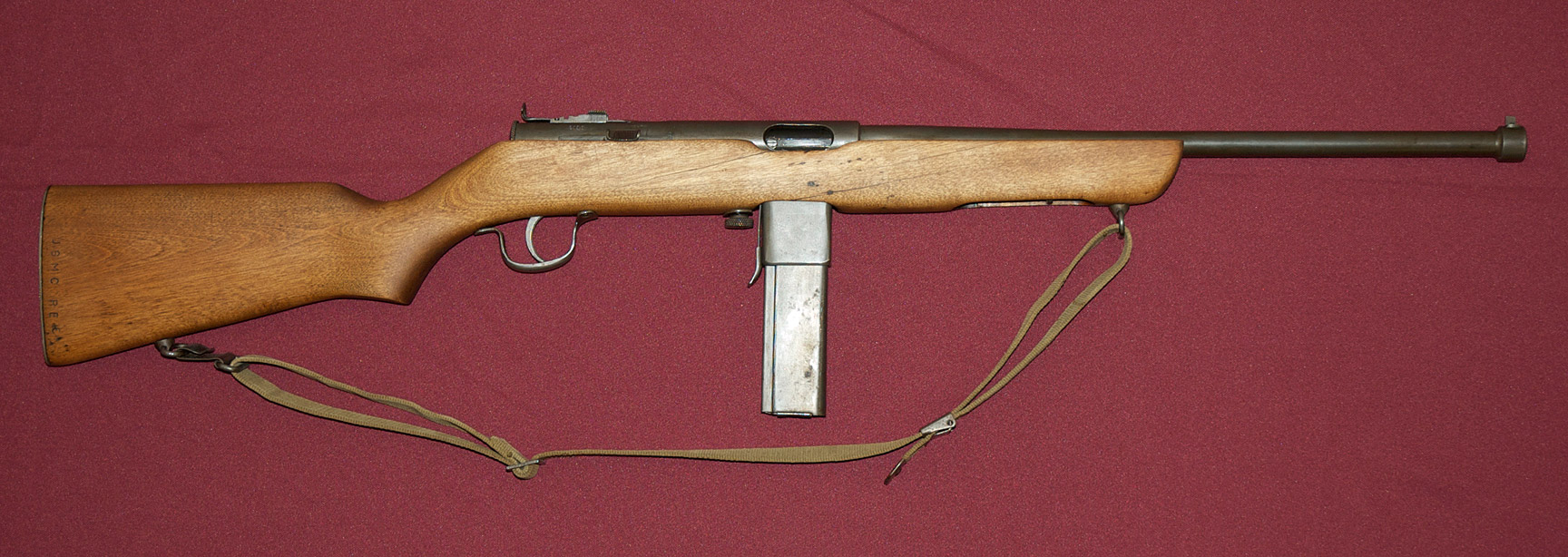
USMC Reising Model 60 كاربين

## ما بعد الحرب العالمية الثانية

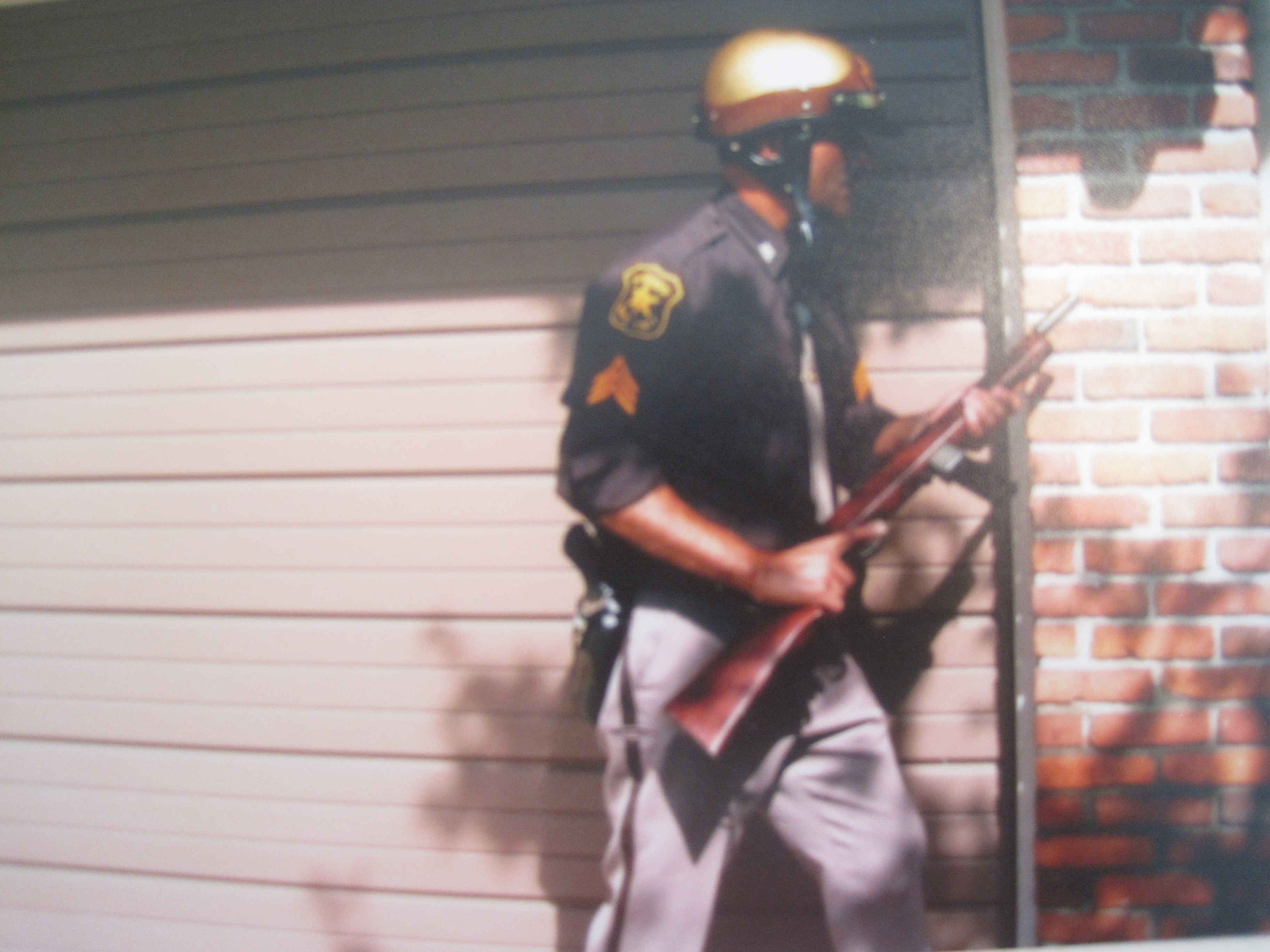
نائب شريف مع Reising M50

توقف إنتاج المدفع الرشاش طراز 50 و 55 في عام 1945 في نهاية الحرب العالمية الثانية. تم صنع ما يقرب من 120,000 مدفع رشاش، ذهب ثلثاها إلى مشاة البحرية. واصلت شركة H&R إنتاج البندقية النموذجية نصف الآلية على أمل المبيعات المحلية، ولكن مع قلة الطلب، توقف إنتاج الطراز 60 في عام 1949 مع تصنيع أكثر من 3000. باعت شركة H&R مخزونها المتبقي من المدافع الرشاشة للشرطة والوكالات الإصلاحية في جميع أنحاء أمريكا الذين كانوا مهتمين بقدرة Reising لإطلاق النار الانتقائي، والدقة شبه التلقائية، والتكلفة المنخفضة بالنسبة لطومسون. ثم واجه الطلب المستمر، استأنفت H&R إنتاج الطراز 50 في عام 1950 والذي توقف في عام 1957 مع تصنيع ما يقرب من 5,500 بندقية رشاش إضافية. ولكن فقط عندما بدت قصة Reising منتهية، تم تلقي أمر أجنبي في الستينيات لما يقرب من 2000 نموذج 60، لكن هذا الأمر كان في النهاية. 

## قائمة المراجع
- أنكوني، روبرت سي. «الولايات المتحدة.45 نموذج 50 و 55 مدفع رشاش ريسينج ونموذج 60 بندقية شبه آلية.» مراجعة الأسلحة الصغيرة ، يوليو 2008، ص.   64-67.
- Dunlap ، Roy F. Ordnance Went Up Front ، Samworth Press ، 1948
- جورج، جون (المقدم))، طلقات أطلقت في الغضب ، مطبعة سامورث، 1948
- جونز، تشارلز، «Lore of the Corps: Reisings وجد أنه غير موثوق به في القتال» مقالة ArmyTimes .com
- ليكي، روبرت، خوذة وسادتي ، راندوم هاوس، 1957.
- نيلسون، توماس ب. مدافع رشاشة في العالم ، TBN Enterprises ، 1963
- Hogg ، Ian V. and Weeks ، John ، Military Small Arms of the 20th Century ، DBI Books ، 1985
- إياناميكو، فرانك. The Reising الرشاشات قصة ، موس بحيرة النشر، 1999
- إياناميكو، فرانك. مدافع رشاش الولايات المتحدة . موس ليك للنشر، 2004

## روابط خارجية
- «التقييم المالي للأسلحة الصغيرة العسكرية» - انظر البنود 3 وخاصة، 14 على مدفع رشاش رايزينج
- تاريخ المدفع الرشاش النموذجي 50
- «تم تصميم أحدث مدفع رشاش للإنتاج الضخم» ، أبريل 1941 مقالة علوم شعبية
- الأسلحة النارية الحديثة
- براءة اختراع M50 المعوض
- براءة اختراع M50
- براءة اختراع M55